# Andrea Carpano
Andrea Carpano (* 9. März 1976 in Trento) ist ein ehemaliger italienischer Eishockeytorwart, der zuletzt beim SHC Fassa in der italienischen Serie A1 unter Vertrag stand.

## Karriere
Andrea Carpano begann seine Karriere in der Jugendabteilung des SHC Fassa. In der Saison 1992/93 gelang ihm bei seinem Heimatverein der Sprung in die Serie A1. Anschließend verbrachte er zwei Spielzeiten bei den Sault Ste. Marie Greyhounds, die ihn beim CHL Import Draft als insgesamt 35. Spieler und ersten Italiener in der Geschichte dieses Drafts ausgewählt hatten, in der kanadischen Juniorenliga Ontario Hockey League, ehe er bis 2000 wieder das Tor der Fassaner Mannschaft hütete. Anschließend spielte er für den EC Bad Nauheim, bevor er im gleichen Jahr zu Haukat Järvenpää in die finnische Mestis wechselte. 2001 kehrte er zu seinem Heimatverein zurück und verweilte bei ihm weitere fünf Spielzeiten. Im Sommer 2006 unterschrieb er einen Vertrag mit dem SG Pontebba, für welchen er mehrere Jahre im Tor stand und mit dem er 2008 die Coppa Italia gewann. 
Im Frühjahr 2010 wechselte er zum HC Pustertal, bei dem er Back-up von Jeff Jakaitis wurde. Im Sommer 2010 kehrte er zum SHC Fassa zurück, wo er Ersatztorhüter hinter dem Kanadier Frank Doyle war. Nach der Saison 2010/11 beendete Carpano seine aktive Karriere.

### International
Für Italien nahm Carpano im Juniorenbereich an der U18-Junioren-Europameisterschaft 1993, der U18-Junioren-B-Europameisterschaft 1994 sowie den U20-Junioren-B-Weltmeisterschaften 1994, 1995 und 1996 teil. Des Weiteren stand er im Aufgebot seines Landes bei den A-Weltmeisterschaften 1998, als er aber nicht zum Einsatz kam, 1999, 2000, 2001, 2002 und 2007.

## Erfolge und Auszeichnungen
- 2008 Gewinn der Coppa Italia mit dem SG Pontebba